# Schloss Oberschwappach

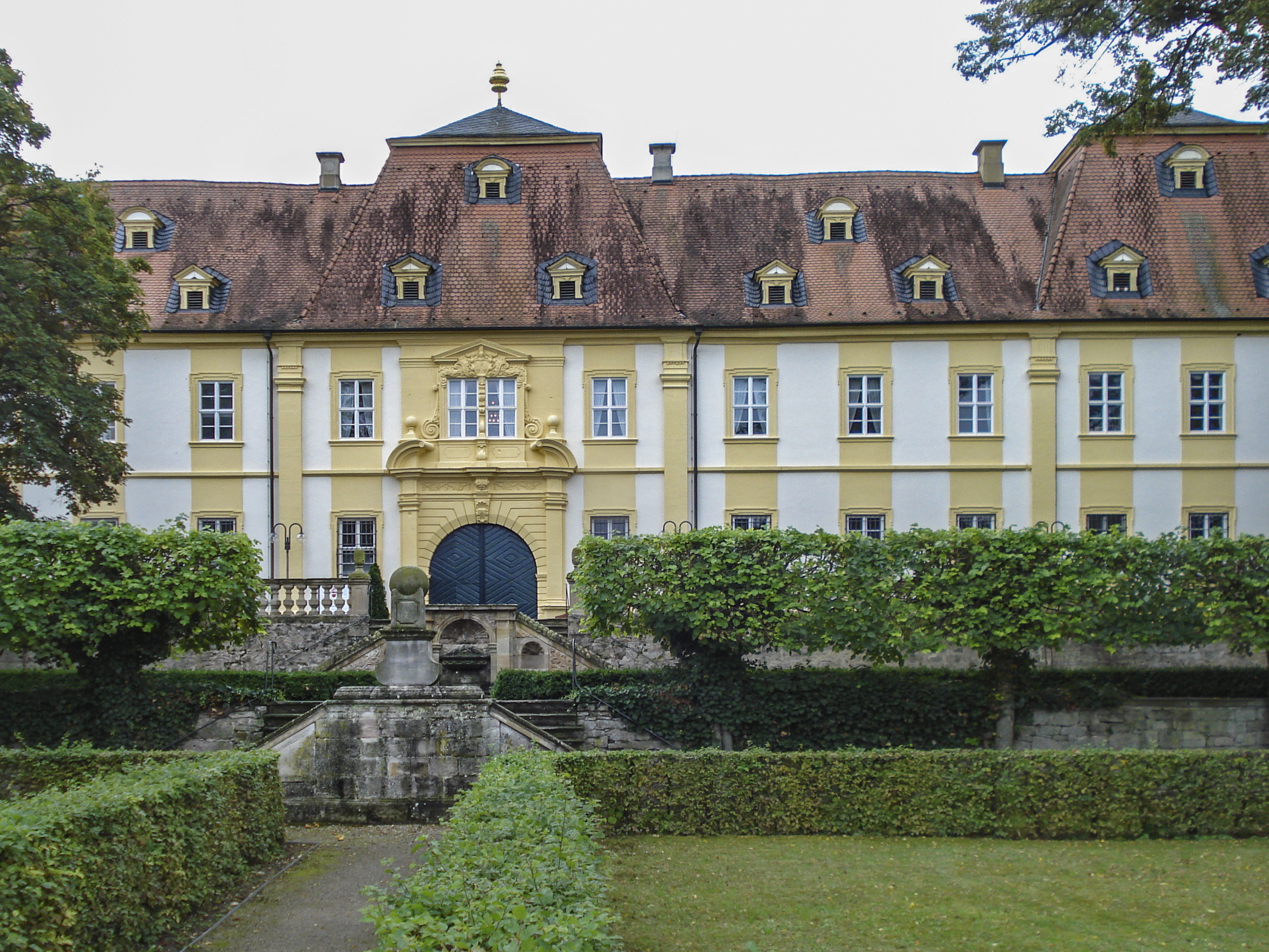
Schloss Oberschwappach (2012)

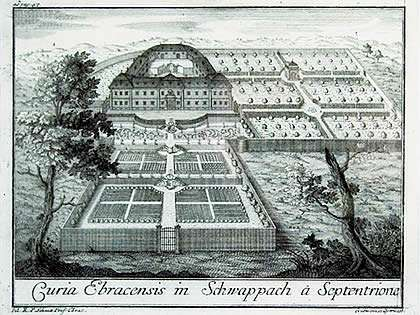
Vogelschau von Schloss und Parkanlagen Oberschwappach (1738)

Das Schloss Oberschwappach ist ein Barockschloss in Oberschwappach, einem Ortsteil der am nördlichen Rand des Steigerwaldes gelegenen Gemeinde Knetzgau im Landkreis Haßberge in Bayern.

## Beschreibung und Geschichte
Als auffallend repräsentativer Amtssitz des Amtes St. Gangolf der Zisterzienserabtei Ebrach wurde das Schloss von 1733 bis 1738 unter Abt Wilhelm I. Sölner erbaut. Deutlich zu erkennen ist die Architektursprache des 1721 verstorbenen Würzburger Hofbaumeisters Joseph Greissing, der offenbar viele Jahre vor Baubeginn bereits Pläne ausgearbeitet hatte, wie er dies unter Abt Sölner belegbar auch für andere Ebracher Amtshöfe tat. Besonders die hohen Mansarddächer des zentralen Portalpavillons und der beiden Eckpavillons des Hauptflügels offenbaren die stilistische Orientierung Greissings an französischen Vorbildern des 17. Jahrhunderts, wo sich auch Beispiele für die elegante Grundrissgestaltung des Hofes finden.
Das Schloss diente zur Verwaltung der in der Umgebung gelegenen Besitzungen des Klosters; außerdem wurde es für den Sommeraufenthalt der Ebracher Äbte genutzt, wodurch sich die besondere Pracht nicht zuletzt auch der ausgedehnten Gartenanlagen erklärt. Nach der Aufhebung des Klosters Ebrach 1803 im Zuge der Säkularisation wurde dem letzten Abt Eugen Montag Schloss Oberschwappach als Ruhesitz zugestanden. Er starb hier 1811. In der Folge hatte das Schloss verschiedene Besitzer und befand sich zunehmend in einem schlechten baulichen Zustand, bis es schließlich 1985 durch die Gemeinde Knetzgau erworben wurde. 

## Heutige Nutzung
Heute sind im Schloss ein Museum, ein Kindergarten und ein Restaurant untergebracht. Im Spiegelsaal finden Konzerte und kulturelle Veranstaltungen statt.
Das Museum umfasst eine heimatkundliche Sammlung sowie sakrale Kunst. Außerdem können die Prunkräume besichtigt werden (u. a. Spiegelsaal und Schlosskapelle). Jedes Jahr findet Ende Juli das Oberschwappacher Weinfest und Ende November der Oberschwappacher Weihnachtsmarkt auf dem Schlossgelände statt.

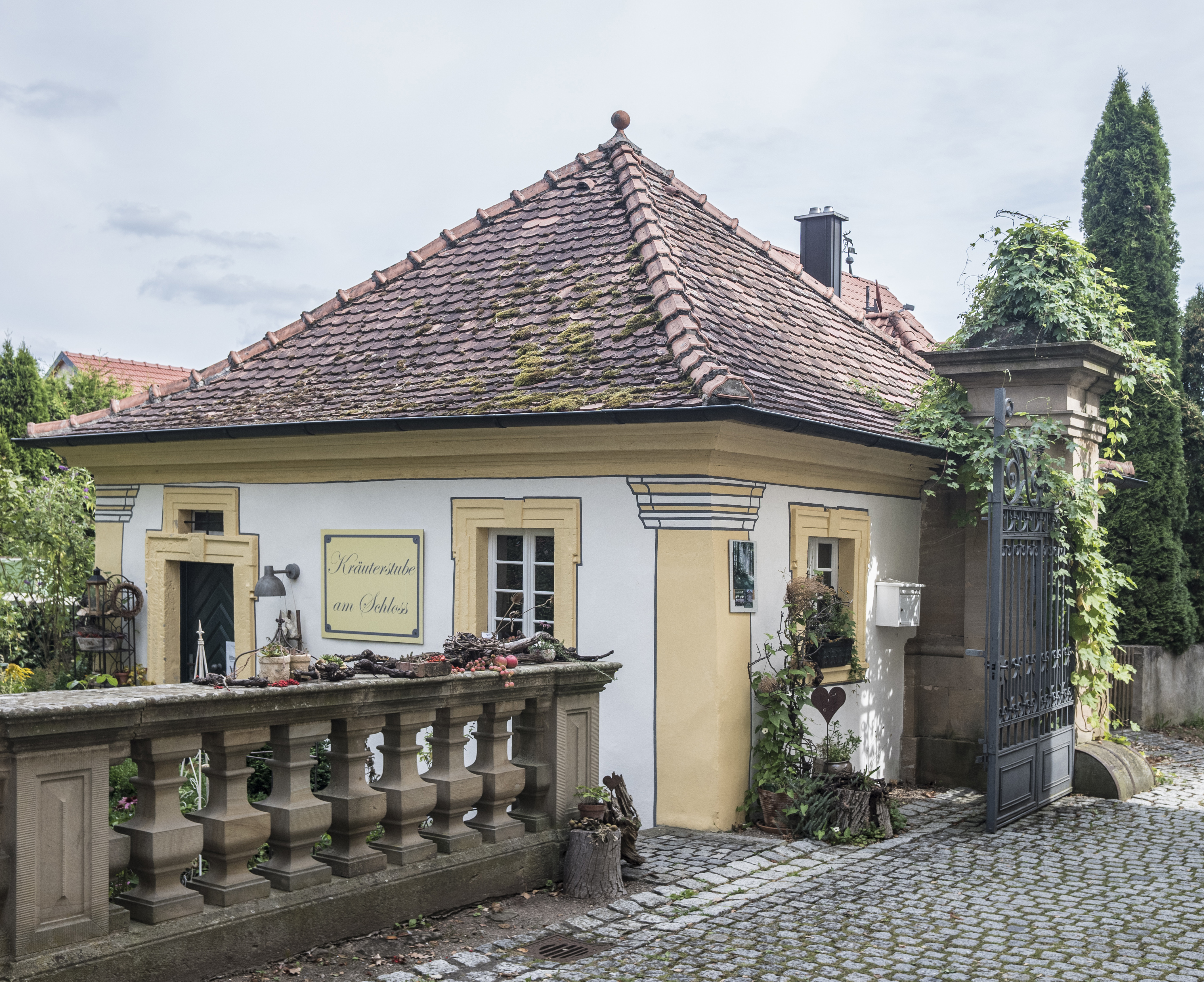
Das ehemalige Torhaus, heute Kräuterstube
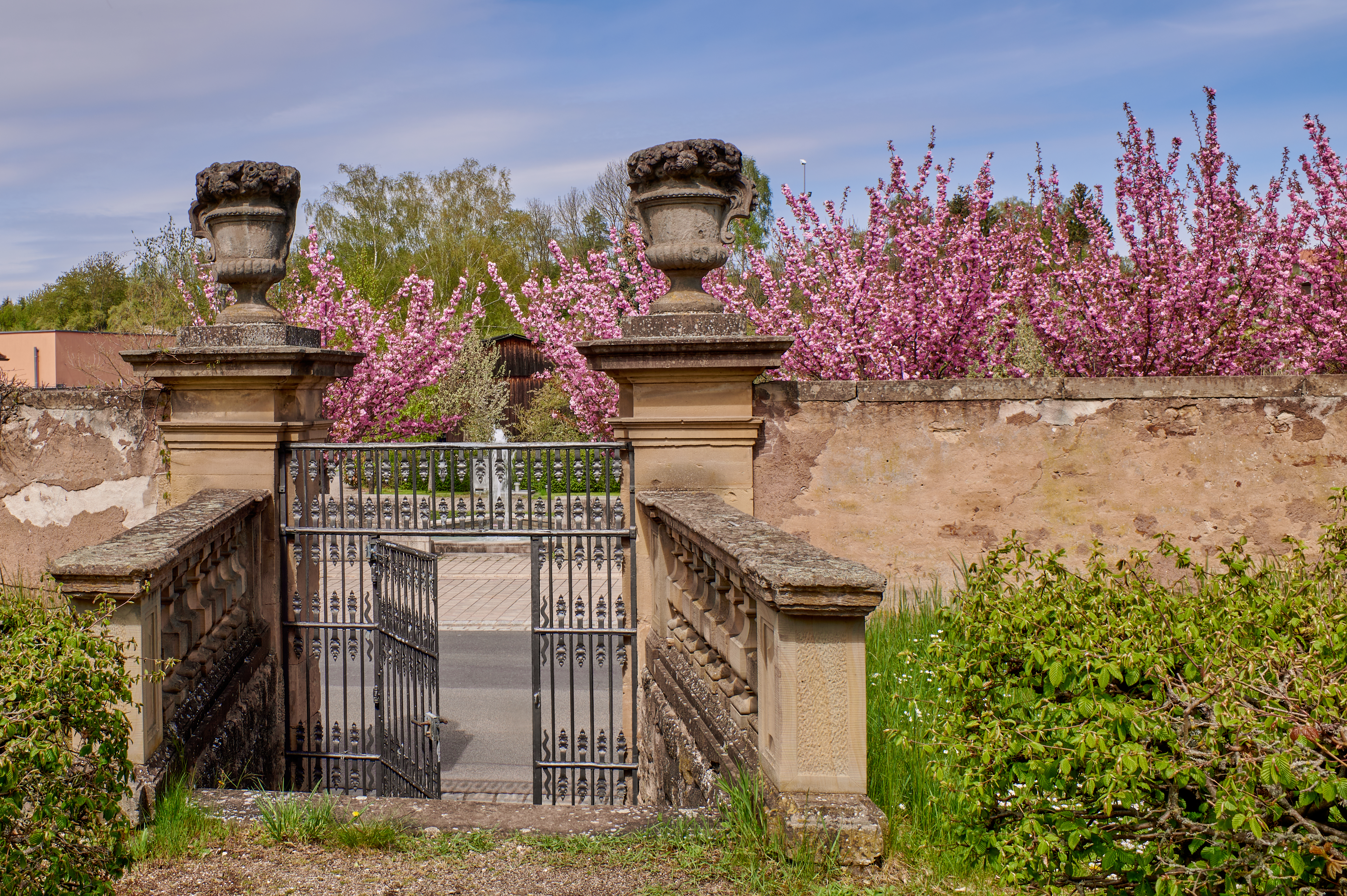
Das nördliche Tor zum Schlossgarten
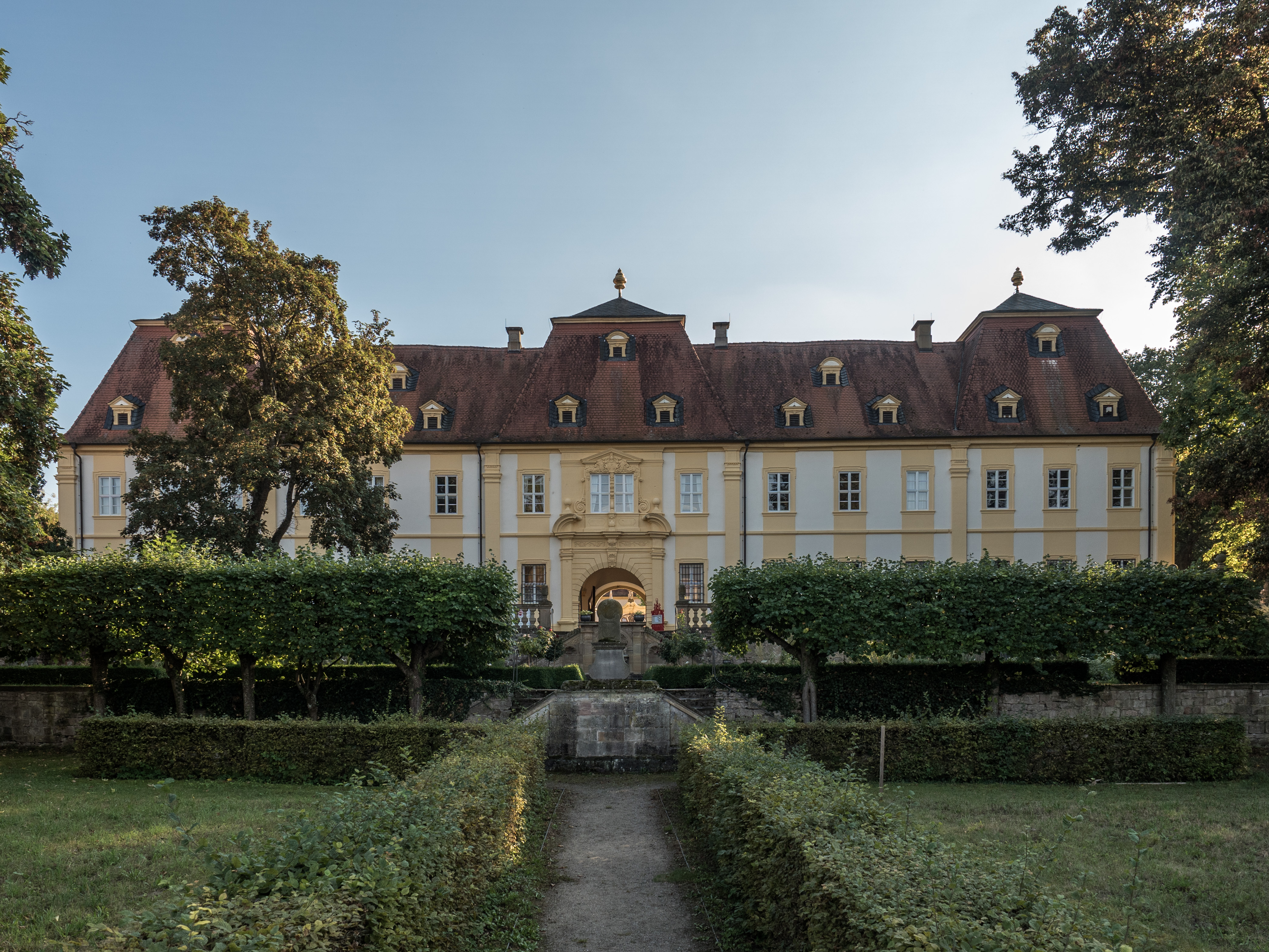
Schlossansicht von Norden
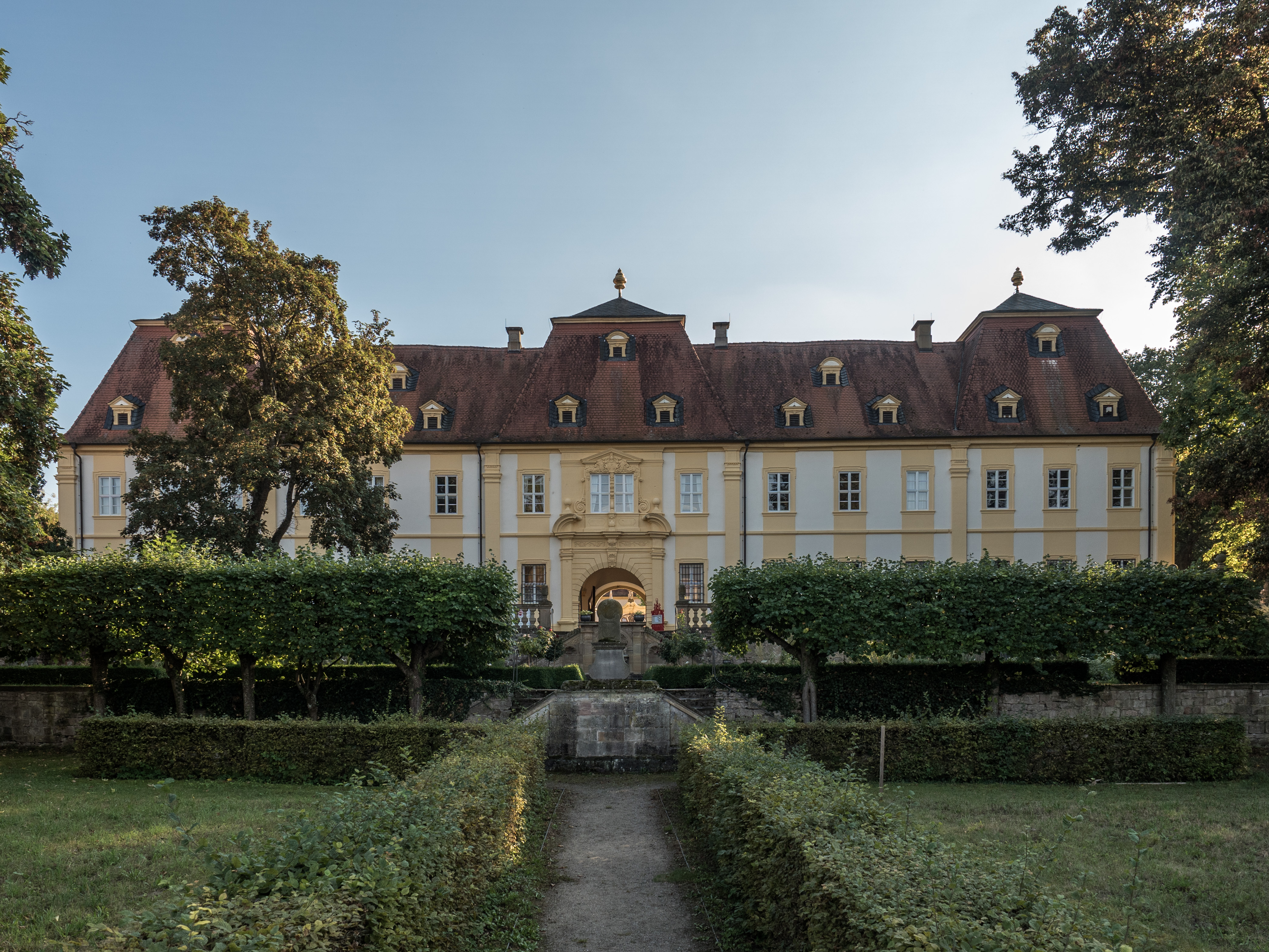
Von Südwesten
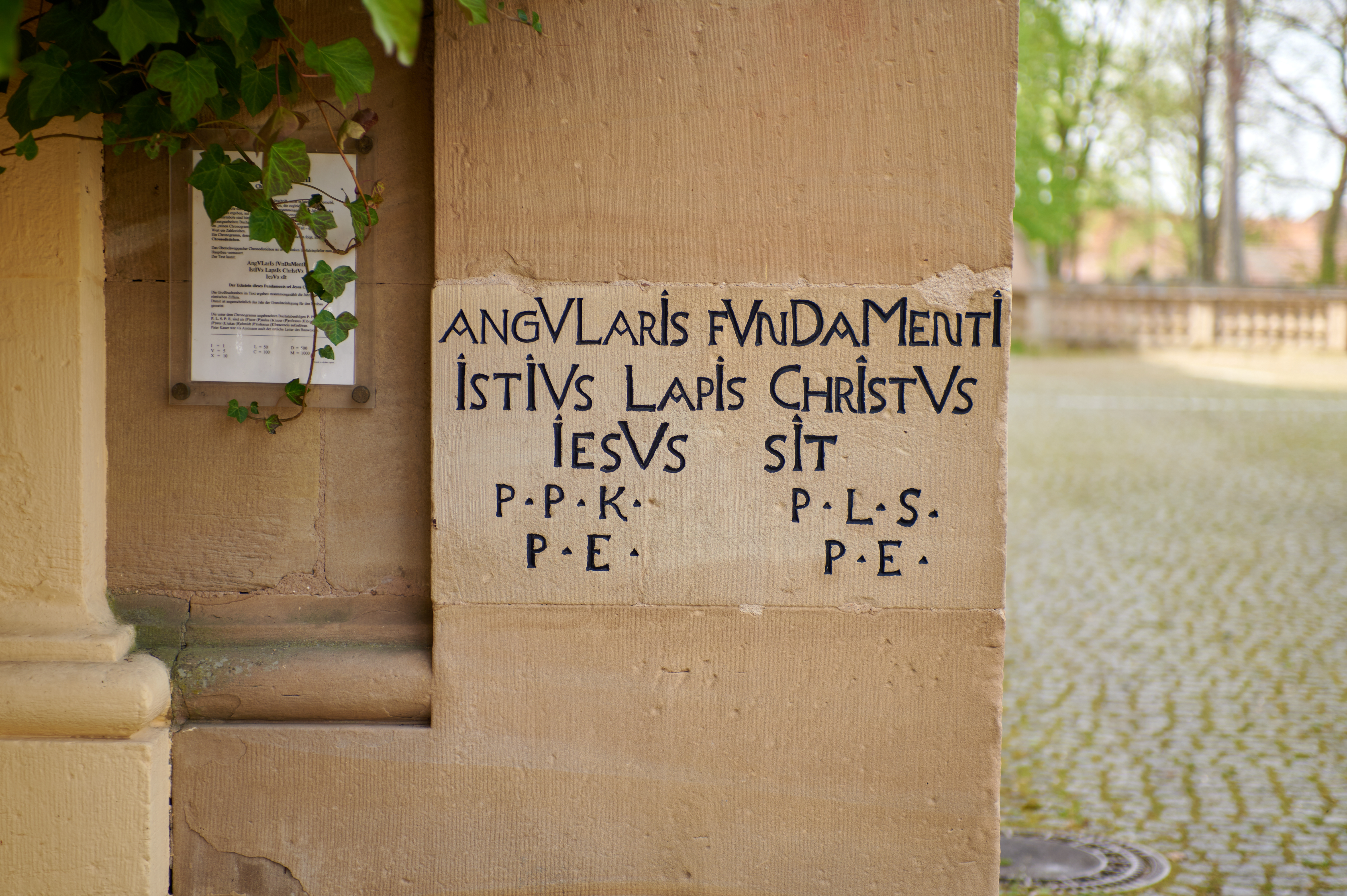
Inschrift am Schlosstor
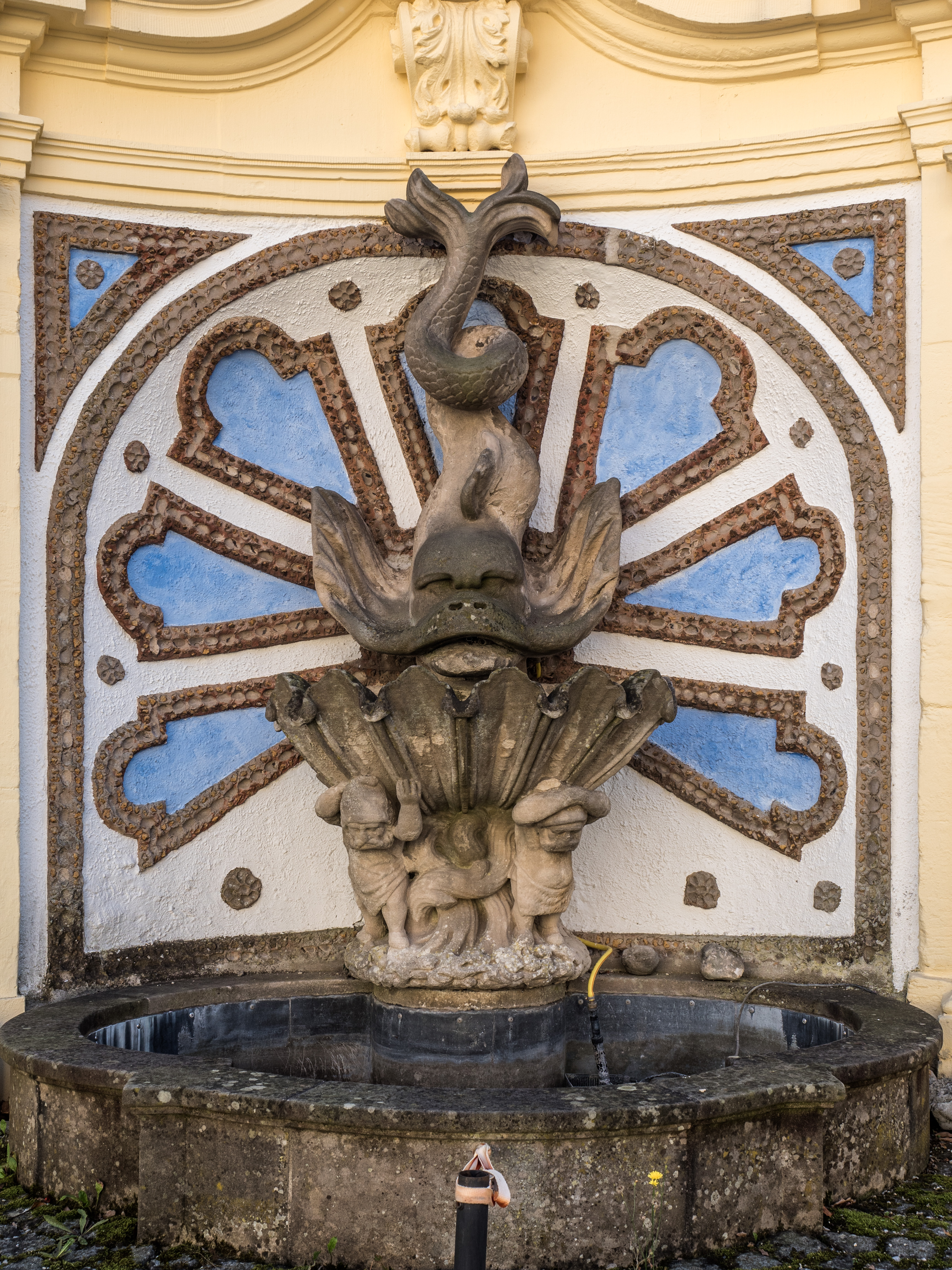
Brunnen am Schloss